# Temporada da IndyCar Series de 2005
A Temporada da IRL IndyCar Series de 2005 começou no domingo, 6 de março e terminou no domingo, 16 de outubro. A temporada, composta de 17 corridas, foi a 10ª temporada da IRL IndyCar Series desde a cisão com a CART em 1995.
Dan Wheldon dominou a categoria em 2005, vencendo seis corridas, incluindo a 89ª edição das 500 Milhas de Indianápolis, estabelecendo o recorde de maior número de vitórias em uma temporada da IRL. No entanto, a grande história da temporada foi a de Danica Patrick, da Rahal Letterman Racing, a quarta mulher a competir na Indy 500 e a primeira a liderar uma volta. Ela terminaria em quarto lugar. A presença de Danica aumentou a audiência televisiva da IRL. Os índices da Indy 500 nos Estados Unidos subiram 40% em relação ao ano anterior e as corridas subsequentes também tiveram um aumento nos índices de audiência.
A temporada foi a primeira a ter circuitos mistos e de rua quando a série realizou corridas nas ruas de St. Petersburg, no Infineon Raceway e no Watkins Glen International, quebrando a hegemonia de corridas apenas em circuitos ovais. Wheldon também se tornou o primeiro vencedor de um circuito de rua/misto quando venceu em St. Petersburg.
A temporada também foi a última da Chevrolet na categoria, que confirmou em agosto que não voltaria para a IRL (No início da temporada, apenas os pilotos da Panther Racing, Tomas Scheckter e Tomáš Enge, correram com carros equipados com motor Chevrolet (embora A. J. Foyt IV também tenha começado a correr com a Chevy, a partir do AMBER Alert Portal Indy 300 em Kentucky). A situação da fabricante dentro da IRL foi a principal questão durante a segunda metade da temporada e continuou sendo no período de férias. Ela deixaria a categoria logo após o término da temporada de 2005, deixando a Honda como a única fabricante remanescente na IRL. A Honda estendeu seu contrato de fornecimento de motores até 2009 apesar de expresse que eles não queriam ser a única fornecedora da IRL. A Panoz e a Dallara estenderam seu contrato de fornecimento de chassis até 2006.

## Novas regras para 2005
- Uma mudança obrigatória para os sistemas de ponto único de reabastecimento utilizados por algumas equipes em 2004. A IRL aprovou apenas um tipo de sonda de abastecimento e buckeye, e estes funcionam apenas como um sistema de ponto único. No sistema aprovado, duas mangueiras provenientes do tanque de armazenamento serão combinadas no mecanismo de abastecimento manejado pelo combustível. O membro da equipe anteriormente responsável pela operação do respiradouro e do macaco está agora livre para operar apenas o macaco.

- Os carros competirão em todos os ovais na mesma configuração apresentada na 88ª edição das 500 Milhas de Indianápolis, em maio de 2004, com poucas mudanças aerodinâmicas. As mudanças serão limitadas às áreas especificadas do underwing e dos sidepods. A IRL exigirá que as equipes usem a mesma cobertura de motor do ano passado sem modificação.

- As equipes poderão trocar de motor antes de se classificar sem punição nas seguintes corridas, que serão eventos de três dias: Homestead, St. Petersburg, Motegi, Texas, Milwaukee, Infineon, Watkins Glen e Califórnia.

- A quantidade de tanques de metanol das equipes foi alterada. As equipes podem carregar 85 galões para corridas de 187,5 milhas, 90 galões para eventos de 200 milhas, 100 galões para eventos de 225 milhas, 125 galões para corridas de 260 milhas, 135 galões para eventos de 300 milhas, 175 galões para eventos de 400 milhas e 225 galões para eventos de 500 milhas.

- O peso mínimo obrigatório dos carros será de 725 kg (1.600 libras), 28 quilos a mais do que o peso mínimo em ovais. O peso adicional é atribuído ao sistema de freio, que consistirá de uma pinça de freio de alumínio, rotor e pad de aço, conforme especificado pela IRL, bem como o diferencial do deslizamento limitado na caixa de câmbio.

## Transmissão
Após o retorno da Band/BandSports às transmissões, em 2004, a partir de 2005 a emissora voltou a transmitir as corridas ao vivo.

## Calendário
| Prova | Título Oficial do GP da IndyCar Series | Circuito                         | Local           | Data           |
| ----- | -------------------------------------- | -------------------------------- | --------------- | -------------- |
| 1     | Toyota Indy 300                        | Homestead-Miami Speedway         | Homestead       | 6 de março     |
| 2     | XM Satellite Radio Indy 200            | Phoenix International Raceway    | Phoenix         | 19 de março    |
| 3     | Honda Grand Prix of St. Petersburg     | Ruas de São Petersburgo          | São Petersburgo | 3 de abril     |
| 4     | Indy Japan 300                         | Twin Ring Motegi                 | Motegi          | 30 de abril    |
| 5     | 89th Indianapolis 500                  | Indianapolis Motor Speedway      | Speedway        | 29 de maio     |
| 6     | Bombardier Learjet 500                 | Texas Motor Speedway             | Fort Worth      | 11 de junho    |
| 7     | SunTrust Indy Challenge                | Richmond International Raceway   | Richmond        | 25 de junho    |
| 8     | Argent Mortgage Indy 300               | Kansas Speedway                  | Kansas          | 3 de julho     |
| 9     | Firestone Indy 200                     | Nashville Superspeedway          | Lebanon         | 16 de julho    |
| 10    | ABC Supply Company A.J. Foyt 225       | The Milwaukee Mile               | West Allis      | 24 de julho    |
| 11    | Firestone Indy 400                     | Michigan International Speedway  | Brooklyn        | 31 de julho    |
| 12    | AMBER Alert Portal Indy 300            | Kentucky Speedway                | Sparta          | 14 de agosto   |
| 13    | Honda Indy 225                         | Pikes Peak International Raceway | Fountain        | 21 de agosto   |
| 14    | Argent Mortgage Indy Grand Prix        | Infineon Raceway                 | Sonoma          | 28 de agosto   |
| 15    | Peak Antifreeze Indy 300               | Chicagoland Speedway             | Joliet          | 11 de setembro |
| 16    | Watkins Glen Indy Grand Prix           | Watkins Glen International       | Watkins Glen    | 25 de setembro |
| 17    | Toyota Indy 400                        | California Speedway              | Fontana         | 16 de outubro  |

- Circuitos ovais
- Circuitos de rua temporários
- Circuitos mistos permanentes

## Pilotos e Equipes
| Equipe                          | Chassis | Motor     | Pneu | Nº | Pilotos             | Corridas        |
| ------------------------------- | ------- | --------- | ---- | -- | ------------------- | --------------- |
| Andretti-Green Racing           | Dallara | Honda     | F    | 7  | Bryan Herta         | 1-17            |
| Andretti-Green Racing           | Dallara | Honda     | F    | 11 | Tony Kanaan         | 1-17            |
| Andretti-Green Racing           | Dallara | Honda     | F    | 26 | Dan Wheldon         | 1-17            |
| Andretti-Green Racing           | Dallara | Honda     | F    | 27 | Dario Franchitti    | 1-17            |
| Rahal Letterman Racing          | Panoz   | Honda     | F    | 15 | Buddy Rice          | 1-4, 6-17       |
| Rahal Letterman Racing          | Panoz   | Honda     | F    | 15 | Buddy Rice          | 5               |
| Rahal Letterman Racing          | Panoz   | Honda     | F    | 15 | Kenny Bräck         | 5               |
| Rahal Letterman Racing          | Panoz   | Honda     | F    | 16 | Danica Patrick (R)  | 1-17            |
| Rahal Letterman Racing          | Panoz   | Honda     | F    | 17 | Vitor Meira         | 1-17            |
| Team Penske                     | Dallara | Toyota    | F    | 3  | Hélio Castroneves   | 1-17            |
| Team Penske                     | Dallara | Toyota    | F    | 6  | Sam Hornish, Jr.    | 1-17            |
| Aguri-Fernández Racing          | Panoz   | Honda     | F    | 5  | Adrián Fernández    | 5               |
| Aguri-Fernández Racing          | Panoz   | Honda     | F    | 8  | Scott Sharp         | 1-17            |
| Aguri-Fernández Racing          | Panoz   | Honda     | F    | 55 | Kosuke Matsuura     | 1-17            |
| Chip Ganassi Racing             | Dallara | Toyota    | F    | 9  | Scott Dixon         | 4               |
| Chip Ganassi Racing             | Panoz   | Toyota    | F    | 9  | Scott Dixon         | 1-3, 5-17       |
| Chip Ganassi Racing             | Panoz   | Toyota    | F    | 10 | Darren Manning      | 1-10            |
| Chip Ganassi Racing             | Panoz   | Toyota    | F    | 10 | Jacques Lazier      | 11-13, 15, 17   |
| Chip Ganassi Racing             | Panoz   | Toyota    | F    | 10 | Giorgio Pantano     | 14, 16          |
| Chip Ganassi Racing             | Panoz   | Toyota    | F    | 33 | Ryan Briscoe (R)    | 1-15            |
| Cheever Racing                  | Dallara | Toyota    | F    | 51 | Alex Barron         | 1-17            |
| Cheever Racing                  | Dallara | Toyota    | F    | 83 | Patrick Carpentier  | 1-17            |
| Panther Racing                  | Dallara | Chevrolet | F    | 2  | Tomáš Enge (R)      | 1-9, 12-17      |
| Panther Racing                  | Dallara | Chevrolet | F    | 2  | Buddy Lazier        | 10              |
| Panther Racing                  | Dallara | Chevrolet | F    | 2  | Townsend Bell       | 11              |
| Panther Racing                  | Dallara | Chevrolet | F    | 4  | Tomas Scheckter     | 1-17            |
| Panther Racing                  | Dallara | Chevrolet | F    | 95 | Buddy Lazier        | 5, 9, 11-12, 15 |
| A. J. Foyt Enterprises          | Panoz   | Toyota    | F    | 14 | A. J. Foyt IV       | 3               |
| A. J. Foyt Enterprises          | Dallara | Toyota    | F    | 14 | A. J. Foyt IV       | 1-2, 4-11       |
| A. J. Foyt Enterprises          | Dallara | Chevrolet | F    | 14 | A. J. Foyt IV       | 12-13, 15, 17   |
| A. J. Foyt Enterprises          | Dallara | Chevrolet | F    | 14 | Jeff Bucknum (R)    | 14, 16          |
| A. J. Foyt Enterprises          | Dallara | Toyota    | F    | 41 | Larry Foyt (R)      | 5               |
| A. J. Foyt Enterprises          | Dallara | Toyota    | F    | 41 | Scott Mayer         | 5               |
| A. J. Foyt Enterprises          | Dallara | Toyota    | F    | 48 | Felipe Giaffone     | 5               |
| Hemelgarn Racing                | Dallara | Toyota    | F    | 91 | Paul Dana (R)       | 1-2, 4          |
| Hemelgarn Racing                | Dallara | Toyota    | F    | 91 | Paul Dana (R)       | 5               |
| Hemelgarn Racing                | Dallara | Toyota    | F    | 91 | Jimmy Kite          | 5-13, 15, 17    |
| Vision Racing                   | Dallara | Toyota    | F    | 20 | Ed Carpenter        | 1-17            |
| Vision Racing                   | Dallara | Toyota    | F    | 22 | Jeff Ward           | 5               |
| Dreyer & Reinbold Racing        | Dallara | Honda     | F    | 24 | Roger Yasukawa      | 1-17            |
| Dreyer & Reinbold Racing        | Dallara | Honda     | F    | 44 | Jeff Bucknum (R)    | 4-5             |
| Dreyer & Reinbold Racing        | Dallara | Honda     | F    | 44 | Thiago Medeiros (R) | 17              |
| Playa del Racing                | Panoz   | Toyota    | F    | 21 | Jaques Lazier       | 5               |
| Roth Racing                     | Dallara | Chevrolet | F    | 25 | Marty Roth (R)      | 5               |
| Newman/Haas Racing              | Panoz   | Honda     | F    | 36 | Bruno Junqueira     | 5               |
| Newman/Haas Racing              | Panoz   | Honda     | F    | 37 | Sébastien Bourdais  | 5               |
| Sam Schmidt Motorsports         | Panoz   | Chevrolet | F    | 70 | Richie Hearn        | 5               |
| CURB/Agajanian/Beck Motorsports | Dallara | Chevrolet | F    | 98 | Arie Luyendyk, Jr.  | 5               |

- (R) - Rookie
- Pilotos que disputaram todas as corridas
- Pilotos que disputaram parcialmente a temporada
- Corridas em que o piloto não se qualificou

## Resultados
| #  | Grande Prêmio   | Pole Position     | Líder por mais voltas | Vencedor          | Equipe          | Descrição |
| -- | --------------- | ----------------- | --------------------- | ----------------- | --------------- | --------- |
| 1  | Miami           | Tomas Scheckter   | Dan Wheldon           | Dan Wheldon       | Andretti-Green  | Descrição |
| 2  | Phoenix         | Bryan Herta       | Dan Wheldon           | Sam Hornish, Jr.  | Penske          | Descrição |
| 3  | São Petersburgo | Bryan Herta       | Ryan Briscoe          | Dan Wheldon       | Andretti-Green  | Descrição |
| 4  | Motegi          | Sam Hornish, Jr.  | Dario Franchitti      | Dan Wheldon       | Andretti-Green  | Descrição |
| 5  | Indianápolis    | Tony Kanaan       | Sam Hornish, Jr.      | Dan Wheldon       | Andretti-Green  | Descrição |
| 6  | Texas           | Tomas Scheckter   | Tomas Scheckter       | Tomas Scheckter   | Panther         | Descrição |
| 7  | Richmond        | Sam Hornish, Jr.  | Hélio Castroneves     | Hélio Castroneves | Penske          | Descrição |
| 8  | Kansas          | Danica Patrick    | Dan Wheldon           | Tony Kanaan       | Andretti-Green  | Descrição |
| 9  | Nashville       | Tomas Scheckter   | Tony Kanaan           | Dario Franchitti  | Andretti-Green  | Descrição |
| 10 | Milwaukee       | Sam Hornish, Jr.  | Sam Hornish, Jr.      | Sam Hornish, Jr.  | Penske          | Descrição |
| 11 | Michigan        | Bryan Herta       | Bryan Herta           | Bryan Herta       | Andretti-Green  | Descrição |
| 12 | Kentucky        | Danica Patrick    | Dan Wheldon           | Scott Sharp       | Aguri-Fernández | Descrição |
| 13 | Colorado        | Hélio Castroneves | Sam Hornish, Jr.      | Dan Wheldon       | Andretti-Green  | Descrição |
| 14 | Sonoma          | Ryan Briscoe      | Tony Kanaan           | Tony Kanaan       | Andretti-Green  | Descrição |
| 15 | Chicago         | Danica Patrick    | Dan Wheldon           | Dan Wheldon       | Andretti-Green  | Descrição |
| 16 | Watkins Glen    | Hélio Castroneves | Scott Dixon           | Scott Dixon       | Chip Ganassi    | Descrição |
| 17 | Fontana         | Dario Franchitti  | Tomas Scheckter       | Dario Franchitti  | Andretti-Green  | Descrição |

## Pontuação
| Pos | Piloto       | HOM | PHX | STP | MOT | IND | TXS | RIC | KAN | NAS | MIL | MIC | KEN | COL | SON | CHI | WGL | FON | Pts |
| --- | ------------ | --- | --- | --- | --- | --- | --- | --- | --- | --- | --- | --- | --- | --- | --- | --- | --- | --- | --- |
| 1   | Wheldon      | 1   | 6   | 1   | 1   | 1   | 6   | 5   | 2   | 21  | 5   | 2   | 3   | 1   | 18  | 1   | 5   | 6   | 628 |
| 2   | Kanaan       | 3   | 3   | 2   | 6   | 8   | 3   | 19  | 1   | 19  | 4   | 4   | 20  | 3   | 1   | 5   | 2   | 2   | 548 |
| 3   | Hornish Jr.  | 2   | 1   | 15  | 7   | 23  | 2   | 18  | 12  | 2   | 1   | 5   | 7   | 2   | 17  | 3   | 7   | 5   | 512 |
| 4   | Franchitti   | 22  | 4   | 3   | 17  | 6   | 8   | 2   | 4   | 1   | 2   | 8   | 18  | 7   | 8   | 12  | 3   | 1   | 498 |
| 5   | Sharp        | 13  | 5   | 18  | 2   | 7   | 4   | 17  | 6   | 4   | 10  | 7   | 1   | 9   | 12  | 8   | 9   | 4   | 444 |
| 6   | Castroneves  | 5   | 2   | 20  | 11  | 9   | 5   | 1   | 8   | 5   | 16  | 21  | 5   | 4   | 21  | 2   | 12  | 9   | 440 |
| 7   | Meira        | 4   | 11  | 5   | 15  | 2   | 9   | 20  | 3   | 16  | 9   | 14  | 2   | 5   | 9   | 7   | 18  | 3   | 422 |
| 8   | Herta        | 14  | 7   | 4   | 5   | 3   | 10  | 8   | 15  | 22  | 6   | 1   | 19  | 12  | 13  | 14  | 8   | 11  | 397 |
| 9   | Scheckter    | 11  | 17  | 17  | 10  | 20  | 1   | 4   | 5   | 17  | 3   | 3   | 21  | 14  | 16  | 4   | 20  | 7   | 390 |
| 10  | Carpentier   | 7   | 9   | 8   | 13  | 21  | 16  | 3   | 14  | 3   | 7   | 9   | 12  | 10  | 4   | 9   | 10  | 15  | 376 |
| 11  | Barron       | 8   | 13  | 10  | 19  | 13  | 14  | 6   | 13  | 15  | 8   | 11  | 4   | 18  | 3   | 21  | 17  | 14  | 329 |
| 12  | Patrick      | 15  | 15  | 12  | 4   | 4   | 13  | 10  | 9   | 7   | 19  | 20  | 16  | 8   | 20  | 6   | 16  | 18  | 325 |
| 13  | Dixon        | 16  | 12  | 6   | 21  | 24  | 11  | 22  | 18  | 6   | 13  | 19  | 23  | 16  | 7   | 19  | 1   | 10  | 321 |
| 14  | Matsuura     | 12  | 10  | 13  | 9   | 17  | 7   | 9   | 20  | 14  | 11  | 16  | 8   | 13  | 6   | 23  | 6   | 19  | 320 |
| 15  | Rice         | 19  | 22  | 7   | 3   | NQ  | 21  | 11  | 10  | 18  | 17  | 22  | 14  | 11  | 2   | 13  | 19  | 12  | 295 |
| 16  | Enge         | 21  | 20  | 16  | NL  | 19  | 19  | 7   | 11  | 23  |     |     | 11  | 6   | 5   | 20  | 13  | 8   | 261 |
| 17  | Yasukawa     | 17  | 18  | 11  | 18  | 18  | 15  | 16  | 22  | 11  | 15  | 18  | 17  | 15  | 11  | 15  | 15  | 16  | 246 |
| 18  | Carpenter    | 18  | 16  | 19  | 16  | 11  | 20  | 12  | 17  | 10  | 12  | 23  | 22  | 19  | 15  | 17  | 14  | 20  | 244 |
| 19  | Briscoe      | 20  | 19  | 14  | 12  | 10  | 12  | 21  | 21  | 8   | NL  | 10  | 13  | 20  | 19  | 22  |     |     | 232 |
| 20  | Foyt IV      | 9   | 14  | 21  | 14  | 28  | 18  | 14  | 16  | 12  | 21  | 12  | 9   | 21  |     | 11  |     | 21  | 231 |
| 21  | Manning      | 6   | 8   | 9   | 8   | 29  | 17  | 15  | 7   | 20  | 20  |     |     |     |     |     |     |     | 186 |
| 22  | Kite         |     |     |     |     | 32  | 22  | 13  | 19  | 13  | 14  | 13  | 10  | 17  |     | 18  |     | 13  | 163 |
| 23  | B. Lazier    |     |     |     |     | 5   |     |     |     | 9   | 18  | 6   | 6   |     |     | 10  |     |     | 140 |
| 24  | J. Lazier    |     |     |     |     | 16  |     |     |     |     |     | 17  | 15  | NL  |     | 16  |     | 17  | 81  |
| 25  | Bucknum      |     |     |     | 22  | 22  |     |     |     |     |     |     |     |     | 10  |     | 11  |     | 63  |
| 26  | Pantano      |     |     |     |     |     |     |     |     |     |     |     |     |     | 14  |     | 4   |     | 48  |
| 27  | Dana         | 10  | 21  |     | 20  | NQ  |     |     |     |     |     |     |     |     |     |     |     |     | 44  |
| 28  | Bourdais     |     |     |     |     | 12  |     |     |     |     |     |     |     |     |     |     |     |     | 18  |
| 29  | Fernández    |     |     |     |     | 14  |     |     |     |     |     |     |     |     |     |     |     |     | 16  |
| 30  | Bell         |     |     |     |     |     |     |     |     |     |     | 15  |     |     |     |     |     |     | 15  |
| 31  | Giaffone     |     |     |     |     | 15  |     |     |     |     |     |     |     |     |     |     |     |     | 15  |
| 32  | Medeiros     |     |     |     |     |     |     |     |     |     |     |     |     |     |     |     |     | NL  | 12  |
| 33  | Hearn        |     |     |     |     | 25  |     |     |     |     |     |     |     |     |     |     |     |     | 10  |
| 34  | Bräck        |     |     |     |     | 26  |     |     |     |     |     |     |     |     |     |     |     |     | 10  |
| 35  | Ward         |     |     |     |     | 27  |     |     |     |     |     |     |     |     |     |     |     |     | 10  |
| 36  | Junqueira    |     |     |     |     | 30  |     |     |     |     |     |     |     |     |     |     |     |     | 10  |
| 37  | Roth         |     |     |     |     | 31  |     |     |     |     |     |     |     |     |     |     |     |     | 10  |
| 38  | L. Foyt      |     |     |     |     | 33  |     |     |     |     |     |     |     |     |     |     |     |     | 10  |
| —   | Luyendyk Jr. |     |     |     |     | NQ  |     |     |     |     |     |     |     |     |     |     |     |     | 0   |
| —   | Mayer        |     |     |     |     | NQ  |     |     |     |     |     |     |     |     |     |     |     |     | 0   |
| Pos | Piloto       | HOM | PHX | STP | MOT | IND | TXS | RIC | KAN | NAS | MIL | MIC | KEN | COL | SON | CHI | WGL | FON | Pts |

| Cor           | Resultado             |
| ------------- | --------------------- |
| Ouro          | Vencedor              |
| Prata         | 2º lugar              |
| Bronze        | 3º lugar              |
| Verde         | 4º ao 5º lugar        |
| Azul          | 6º ao 10º lugar       |
| Roxo          | 11º lugar em diante   |
| Púrpura       | Não terminou          |
| Vermelho      | Não classificado (NQ) |
| Preto         | Desclassificado (DSQ) |
| Branco        | Não começou (NL)      |
| Marrom        | Substituído (S)       |
| Azul claro    | Apenas treino (AT)    |
| Sem cor       | Não participou        |
| Sem cor       | Lesionado (LES)       |
| Sem cor       | Excluído (EX)         |
|               |                       |
| Negrito       | Pole-position         |
| Itálico       | Líder por mais voltas |
| Rookie do ano |                       |
| Rookie        |                       |

Pontuação por prova
| Posição | 1  | 2  | 3  | 4  | 5  | 6  | 7  | 8  | 9  | 10 | 11 | 12 | 13 | 14 | 15 | 16 | 17 | 18 | 19 | 20 | 21 | 22 | 23 | 24 | 25 | 26 | 27 | 28 | 29 | 30 | 31 | 32 | 33 | PP | VL |
| ------- | -- | -- | -- | -- | -- | -- | -- | -- | -- | -- | -- | -- | -- | -- | -- | -- | -- | -- | -- | -- | -- | -- | -- | -- | -- | -- | -- | -- | -- | -- | -- | -- | -- | -- | -- |
| Pontos  | 50 | 40 | 35 | 32 | 30 | 28 | 26 | 24 | 22 | 20 | 19 | 18 | 17 | 16 | 15 | 14 | 13 | 12 | 12 | 12 | 12 | 12 | 12 | 12 | 10 | 10 | 10 | 10 | 10 | 10 | 10 | 10 | 10 | 1  | 2  |